# Homograf
Za homografy (z řeckého ὁμός, homos – „stejný“ a γράφω, grafó – „píši“) jsou označována odlišná slova, která se shodně píší. Jedná se – vedle slov stejně se vyslovujících, homofonů – o nepravá homonyma. Za pravá homonyma jsou pak považována slova, které mají stejnou písemnou i zvukovou podobu a liší se jen významem.
V češtině se čisté homografy vyskytují tam, kde je jedno ze slov cizího původu a zachovalo si alespoň částečně neobvyklou výslovnost. Příkladem jsou různá slova panický ([panický] od panic × [panycký] od panika) nebo dementi ([dementy] = „popření“ × [dementi] – množné číslo slova dement).
Homografem je také sloveso proudit ([proudit] = „téci“ s dvojhláskou ou × [proʔudit] = „vyudit skrznaskrz“ s rázem mezi předložkou a základem).
Homografy jsou problémem při strojovém zpracování přirozeného jazyka.